# 류경수 (배우)
류경수(1992년 10월 12일~)는 대한민국의 배우이다.

## 학력
- 교문중학교 졸업
- 구리고등학교 졸업
- 중앙대학교 연극영화학과

## 출연 작품

### 영화
- 《야당》 (2025년) - 조훈 역
- 《카브리올레》 (2024년) - 이병재 역
- 《정이》 (2023년) - 상훈 역
- 《대무가: 한과 흥》 (2022년) - 무속인 역
- 《우스운게 딱! 좋아!》 (2022년)
- 《브로커》 (2022년) - 태호 역
- 《인질》 (2021년) - 염동훈 역(본작의 중간 보스) (일본어 더빙: 후지타 미키히코)
- 《박동혁, 동철》 (2019년) - 박동철 역
- 《사자》 (2019년) - 의사 역
- 《한낮의 피크닉》 (2019년) - 구재민 역
- 《항거: 유관순 이야기》 (2019년) - 니시다 / 정춘영 역
- 《뺑반》 (2019년) - 교통과 의경 역
- 《얼굴들》 (2019년)
- 《몽타주》 (2018년)
- 《공회전》 (2018년)
- 《대무가》 (2018년)
- 《동아》 (2018년) - 운동화 남 역
- 《시계》 (2018년) - 진현호 역
- 《사라진 밤》 (2018년) - 수리팀 2 역
- 《캔디드 샷》 (2017년) - 희준 역
- 《아기와 나》 (2017년) - 백현 역
- 《청년경찰》 (2017년) - 경찰대 의경 역
- 《선생양반》 (2016년) - 태식 역
- 《새벽은 짧다》 (2016년) - 영재 역
- 《미드나잇 썬》 (2014년) - 동준 역
- 《명왕성》 (2013년) - 박정재 역
- 《창우동 굴다리》 (2011년) - 젊은 남자 역

### 드라마
- 2007년 SBS 월화드라마 《강남엄마 따라잡기》
- 2012년 JTBC 월화드라마 《해피 엔딩》
- 2013년 MBC 수목드라마 《투윅스》 - 대학교에서 장태산을 목격한 남자 역 (11회)
- 2019년 tvN 주말드라마 《자백》 - 한종구 역
- 2020년 JTBC 금토드라마 《이태원 클라쓰》 - 최승권 역
- 2021년 카카오TV 오리지널 드라마 《도시남녀의 사랑법》 - 강건 역
- 2021년 Netflix 오리지널 드라마 《지옥》 - 유지 사제 역 (일본어 더빙: 코바야시 치카히로)
- 2021년 Netflix 오리지널 드라마 《글리치》 - 김병조 역
- 2022년 Netflix 오리지널 드라마 《안나라수마나라》 - 편의점 알바생 역 (특별출연)
- 2023년 tvN 주말드라마 《구미호뎐 1938》 - 천무영 역
- 2024년 Netflix 오리지널 드라마 《선산》 - 김경호 역
- 2024년 OCN 단막극 《O'PENing - 수령인》 - 전정만 역
- 2025년 tvN 주말드라마 《미지의 서울》 - 한세진 역

### 광고
- KT
- 박카스
- 맥심모카골드

## 수상 및 후보
| 연도 | 시상식                       | 부문       | 작품 | 결과 |
| ---- | ---------------------------- | ---------- | ---- | ---- |
| 2021 | 제42회 청룡영화상            | 신인남우상 | 인질 | 후보 |
| 2021 | 제6회 아시아 아티스트 어워즈 | 아이콘상   | 빈칸 | 수상 |
| 2022 | 아시아 아티스트 어워즈       | 신스틸러상 | 지옥 | 수상 |